# Pselliophora mcgregori
Pselliophora mcgregori är en tvåvingeart som beskrevs av Alexander 1925. Pselliophora mcgregori ingår i släktet Pselliophora och familjen storharkrankar. Inga underarter finns listade i Catalogue of Life.